# Комишуваха (притока Кринки)
Комишуваха — річка в Україні, у Амвросіївському районі Донецької області. Ліва притока Кринки (басейн Азовського моря).

## Опис
Довжина річки 13 км, нахил річки 10 м/км. Площа басейну водозбору 53,1 км².

## Розташування
Бере початок на південно-західній стороні від Григорівки. Тече переважно на південний захід через село Житенко і між селищами Нижньокринське та Сергієве-Кринка впадає у річку Кринку, праву притоку Міусу.